# Eustrotia lilacina
Eustrotia lilacina là một loài bướm đêm trong họ Noctuidae.